# Питман (Флорида)
Питман (енгл. Pittman) насељено је место без административног статуса у америчкој савезној држави Флорида.

## Демографија
По попису из 2010. године број становника је 180, што је 12 (-6,3%) становника мање него 2000. године.
| Група             | 2000.       | 2010.       |
| Белци             | 156 (81,3%) | 166 (92,2%) |
| Афроамериканци    | 23 (12,0%)  | 11 (6,1%)   |
| Азијати           | 0 (0,0%)    | 1 (0,6%)    |
| Хиспаноамериканци | 10 (5,2%)   | 4 (2,2%)    |
| Укупно            | 192         | 180         |